# Финмарк, зима
„Финмарк, зима“ (на норвежки: Finnmark, vinter) е картина на норвежката художничка Анна-Ева Бергман от 1966 г.
Картината е направена с метално фолио върху платно и е с размери 150 x 300 cm. Анна-Ева Бергман прекарва по-голямата част от живота си във Франция, но главна място в нейното творчество заема Норвегия. В началото на 1950-те години нейното творчество претърпява трансформация, като става по-абстрактно. Очарована от норвежките пейзажи, природата и арктическата светлина, рисува множество абстрактни пейзажи, които са базирани на пътуванията ѝ из Северна Норвегия. Фокусира се върхи архитипни абстрактни мотиви по теми като скали, небесни тела, планини, фиорди, лодки и звезди. Картината изобразява арктически пейзаж от най-северната област на Норвегия, в близост до границата с Русия. Много силно е изразен контраста на тъмни и светли части, представящи контрастите на снежните обекти в тъмната северна зима. Връзката между светлия пейзаж и тъмните светлосенки създават ефект на перспектива и позволяват на зрителя да надникне над и извън тундрата на Финмарк.
Картината е част от колекцията на Фондация „Хертунг Бергман“ в Антиб, Франция.